# Гробище Монпарнас
Гробището Монпарнас или Монпарнаското гробище (на френски: Cimetière du Montparnasse) е едно от най-известните парижки гробища. То е с площ приблизително 190 декара и е второто по големина гробище в Париж. Гробището има над 35 000 гробни места и всяка година тук се погребват приблизително хиляда души.
Разположено е в южната част на град Париж, в района Монпарнас (14-и арондисман).
Основано е на 25 юли 1824 г. върху бившите земи на градския приют за бедни и отначало се е наричало „Южното гробище“ (Le Cimetière du Sud).
В гробището са погребани повече от 300 000 души. Тук са гробовете на политически и военни дейци, учени, философи, художници, актьори и писатели (вж. Погребани в гробището Монпарнас).
Един от най-скъпите надгробни паметници е този на самоубилата се руска студентка Татяна Рашевская във формата на голи целуващи се влюбени, направен през 1911 г. от пионера на абстрактното изкуство Константин Брънкуш. Руските наследници на Рашевская се опитват чрез съда да получат правото да демонтират надгробната плоча и да я продадат на търг.
На гробището се намират много гробници в памет на загиналите в края на френско-пруската война по време на обсадата на Париж (1870 – 1871) и Парижката комуна (1871).
- Гробът на Григорий Гершуни
- Гробът на Франсоа Жерар
- Гробът на Едгар Кине
- Гробът на Жулиет и Ман Рей
- Гробът на Йожен Йонеско
- Гробът на Симон Петлюра
- Гробът на Анри Троая
- Гробището с кулата Монпарнас на заден план
- Гробът на Шарл Бодлер
- Гробът на Де Клоазо